# Compagnons du Devoir

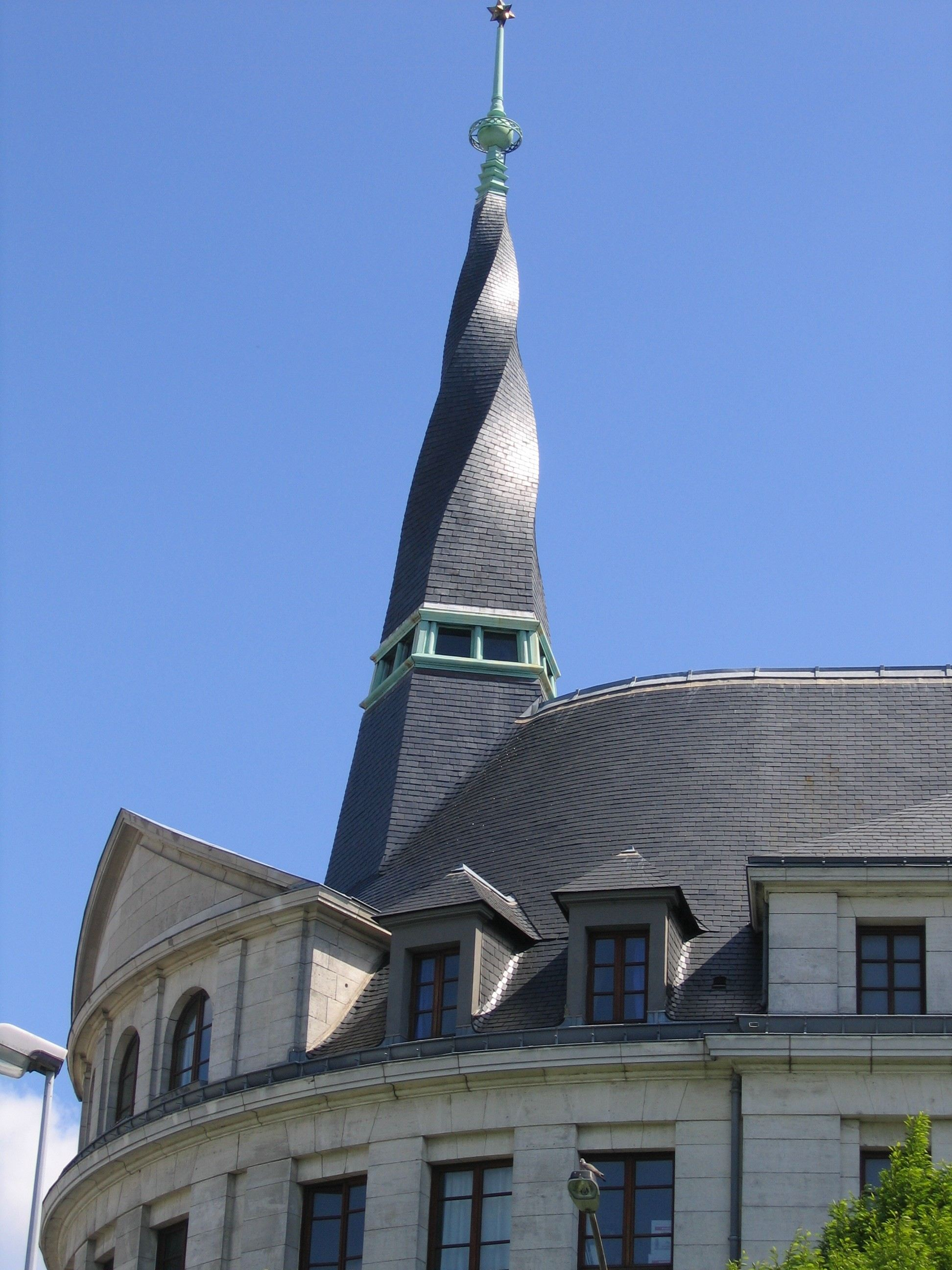
Maison des Compagnons du Devoir in Nantes.

De Compagnons du Devoir of Compagnons du Tour de France is een Franse gilde-organisatie van ambachtslieden en kunstenaars (de gezellen) die stamt uit de middeleeuwen, maar in de 21e eeuw nog steeds actief is. Hun traditionele technische onderwijstechnieken omvatten het maken van een tour door Frankrijk, de Tour de France genaamd, waarbij men een leerling is van verscheidene bevoegde meesters. Tour de France verwijst eenvoudigweg naar het feit dat men een ronde maakt door Frankrijk en is totaal ongerelateerd met de gelijknamige wielerwedstrijd. Een soortgelijke traditie is die van de Duitse Wandergesellen met hun Wanderjahre. Minstens tot 2004 waren alle gezellen mannen.
Aspirant-gezellen moeten eerst een tweejarige opleiding voltooien, die hen het Certificat d'Aptitude Professionelle (Certificaat van Professionele Bekwaamheid) geeft, de Franse basis-handelskwalificatie. In de daarop volgende drie tot vijf jaar gaan zij op reis en verblijven ze in verschillende dorpen en steden, waarbij zij onder gezellen verblijven om het vak te leren. In 2011 waren er gezellen in 49 landen, verspreid over vijf continenten. Een klassieke dag voor een timmerman is een dag op locatie, gevolgd door technische tekenles in de avonduren van zes tot acht. Het diner wordt gezamenlijk gebruikt in de loge, waarbij een stropdas verplicht is. Na het diner wordt van aspirant-gezellen verwacht dat ze aan hun maquette gaan werken, een houten model dat ze hebben bedacht en daarna uitgewerkt, eerst in tekeningen en vervolgens in hout. Tijdens hun toer maken ze verschillende van deze maquettes, waarbij in iedere maquette een of meer van de lastigste aspecten van het vak getoond wordt. Uiteindelijk zal een van de maquettes, het meesterstuk, aan het bestuur van de compagnons worden gepresenteerd in het derde of vierde jaar van de toer, in de hoop op toelating tot de Compagnons du Devoir.
Met de toelating krijgt de nieuwe gezel zijn gezellennaam, die samengesteld is uit de Franse regio of plaats waar hij vandaan komt, samen met een persoonlijke eigenschap. Iemand uit bijvoorbeeld Bourgondië die daadkracht toont, kan dan Bourguignon le Courageux (de dappere Bourgondiër) genoemd worden. De gezel heeft sjerp en een ceremoniële wandelstaf, die symbool staat voor het rondtrekken dat de aard van de organisatie bepaalt. Gezellen krijgen ook hun geheime woorden, wat nog stamt uit de late middeleeuwen, toen de organisatie, belast was met het bouwen van kerken en kastelen in Frankrijk, vervolgd werd door de koning en de katholieke kerk, omdat ze weigerden te leven volgens de regels van beiden. Tijdens de nazibezetting van Frankrijk tijdens de Tweede Wereldoorlog, scheurde de organisatie in twee facties, waarvan de ene het collaborerende Vichy-regime steunde en de ander het Franse verzet. Vele loges verbrandden al hun informatie om te voorkomen dat de details ooit ontdekt zouden worden door de nazi's of het Vichy-regime. Tussen de facties bestaat nog steeds een diepe kloof.
De typische beroepen van de Compagnons zijn:
- bakker
- timmerman
- dakdekker
- metselaar
- tegelzetter
- steenbewerker
- schrijnwerker, meubelmaker
- loodgieter
- verwarmingsspecialist
- stukadoor
- slotenmaker

## Brussel
Een afdeling van de Compagnons du Devoir bevindt zich in Brusselse 't Kintstraat. Ze behoort tot de Association Ouvrière des Compagnons du Devoir du Tour de France. De compagnons hebben het pand, dat in erfpacht is gegeven door het stadsbestuur, volledig opgeknapt. Er zijn 34 plekken voor opleidingen tot timmerman en schrijnwerker.

## Divers
- In Parijs is er het Musée – Librairie du Compagnonnage.
- Bij of op verschillende panden van de organisatie of de huizen van gezellen hebben de gezellen gedraaide torens geconstrueerd.

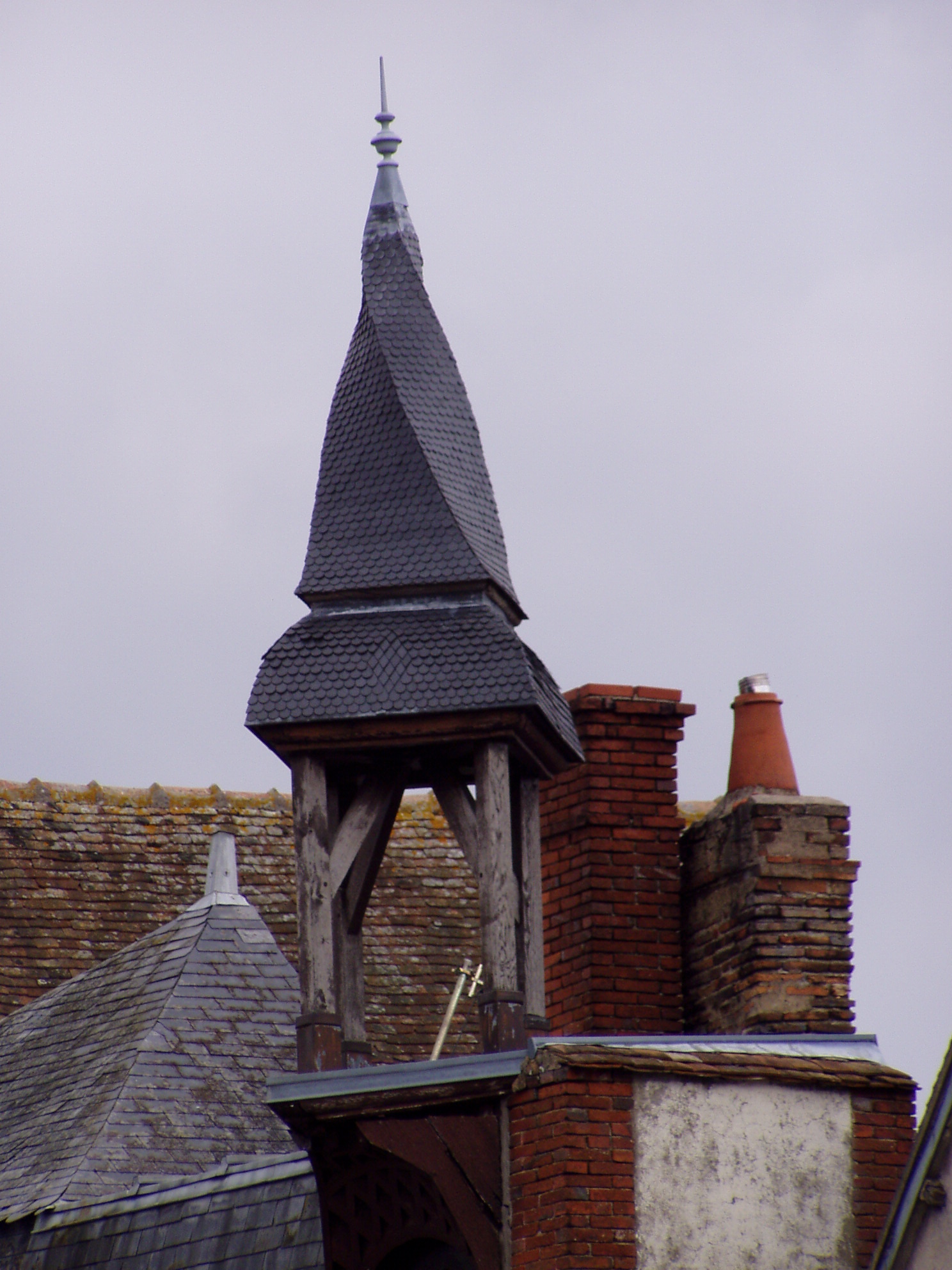
Op het huis van een gezel in Aubigny-sur-Nère
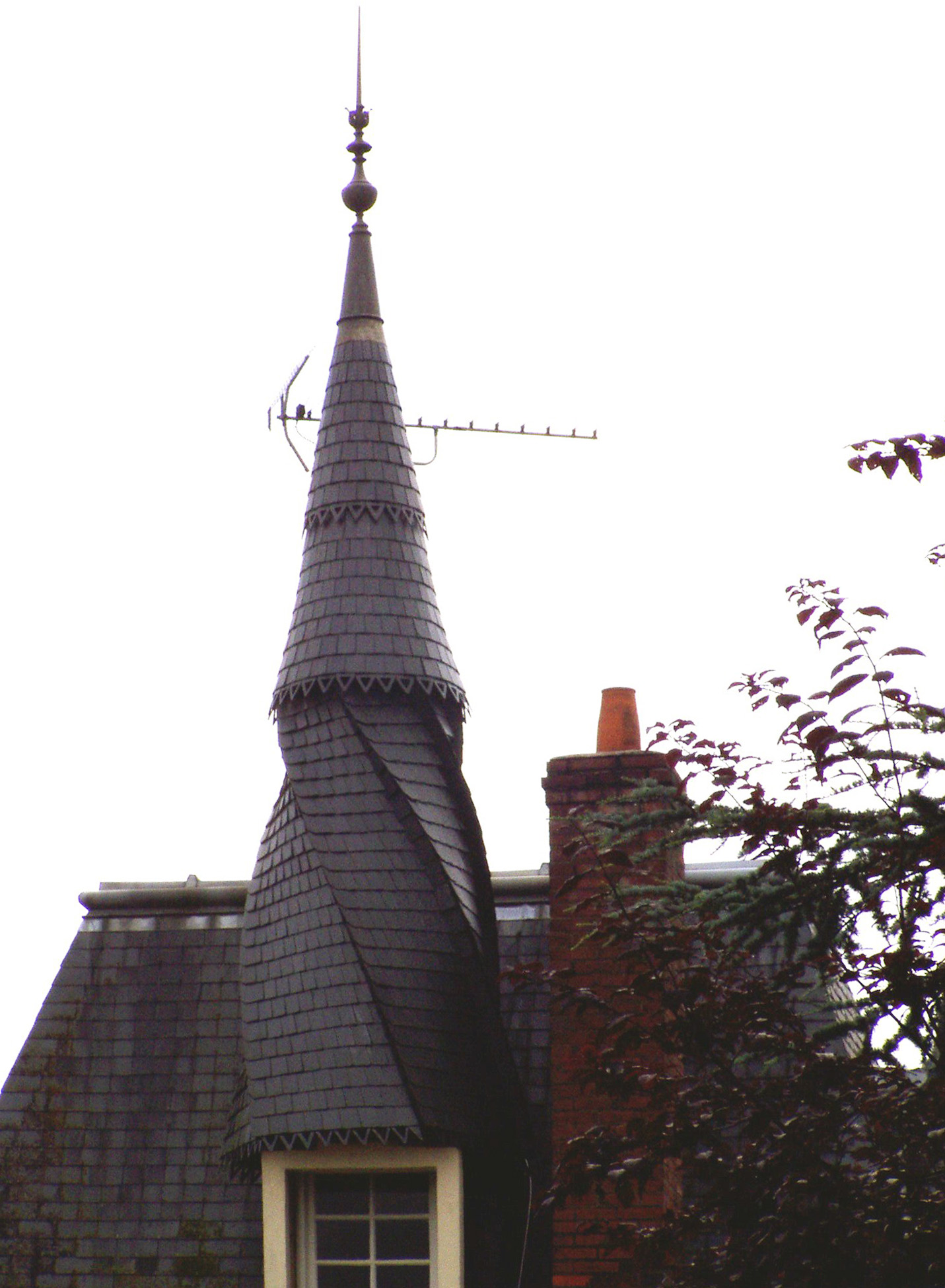
Idem in Nogent-sur-Vernisson
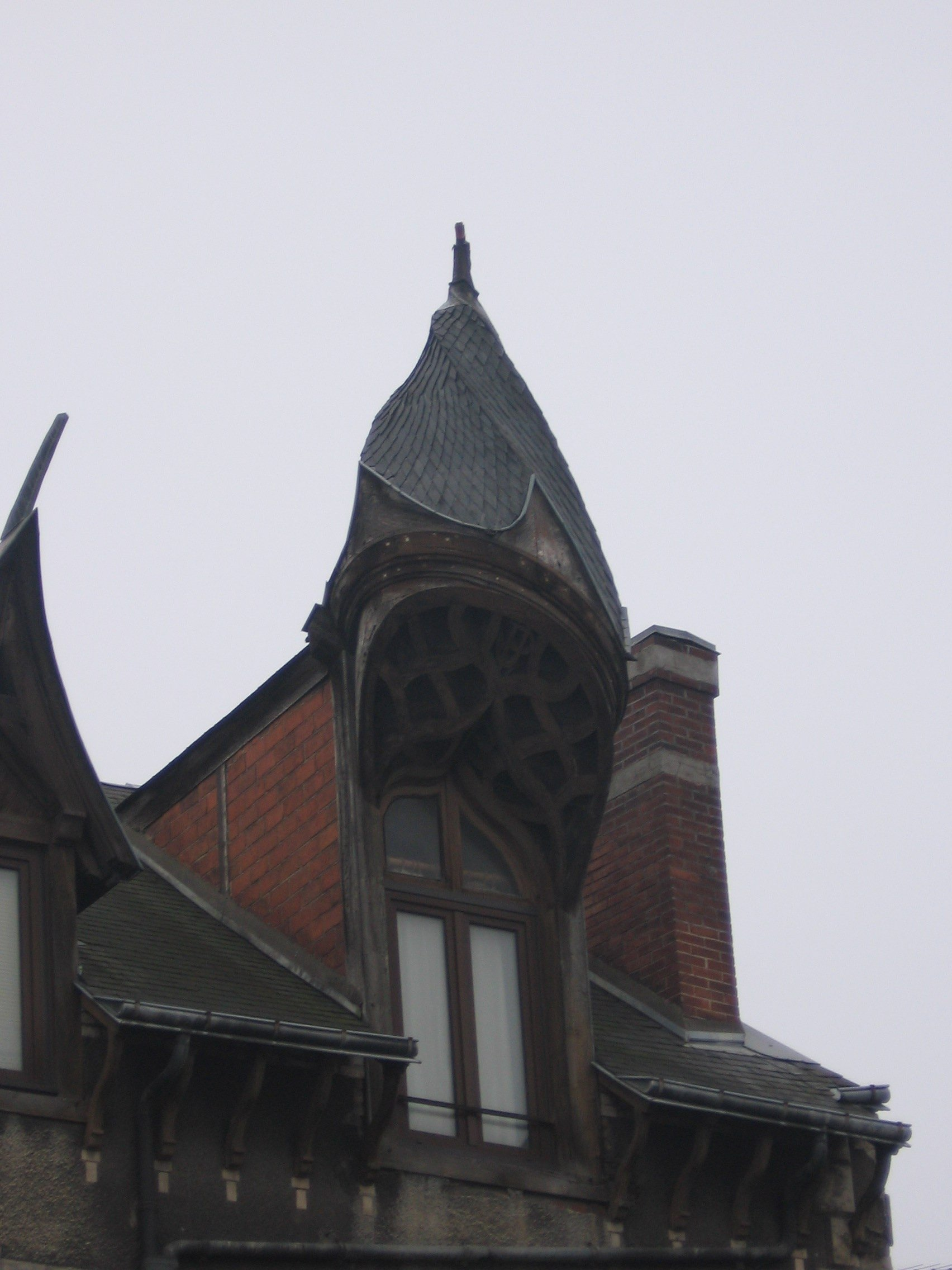
Idem in Orléans
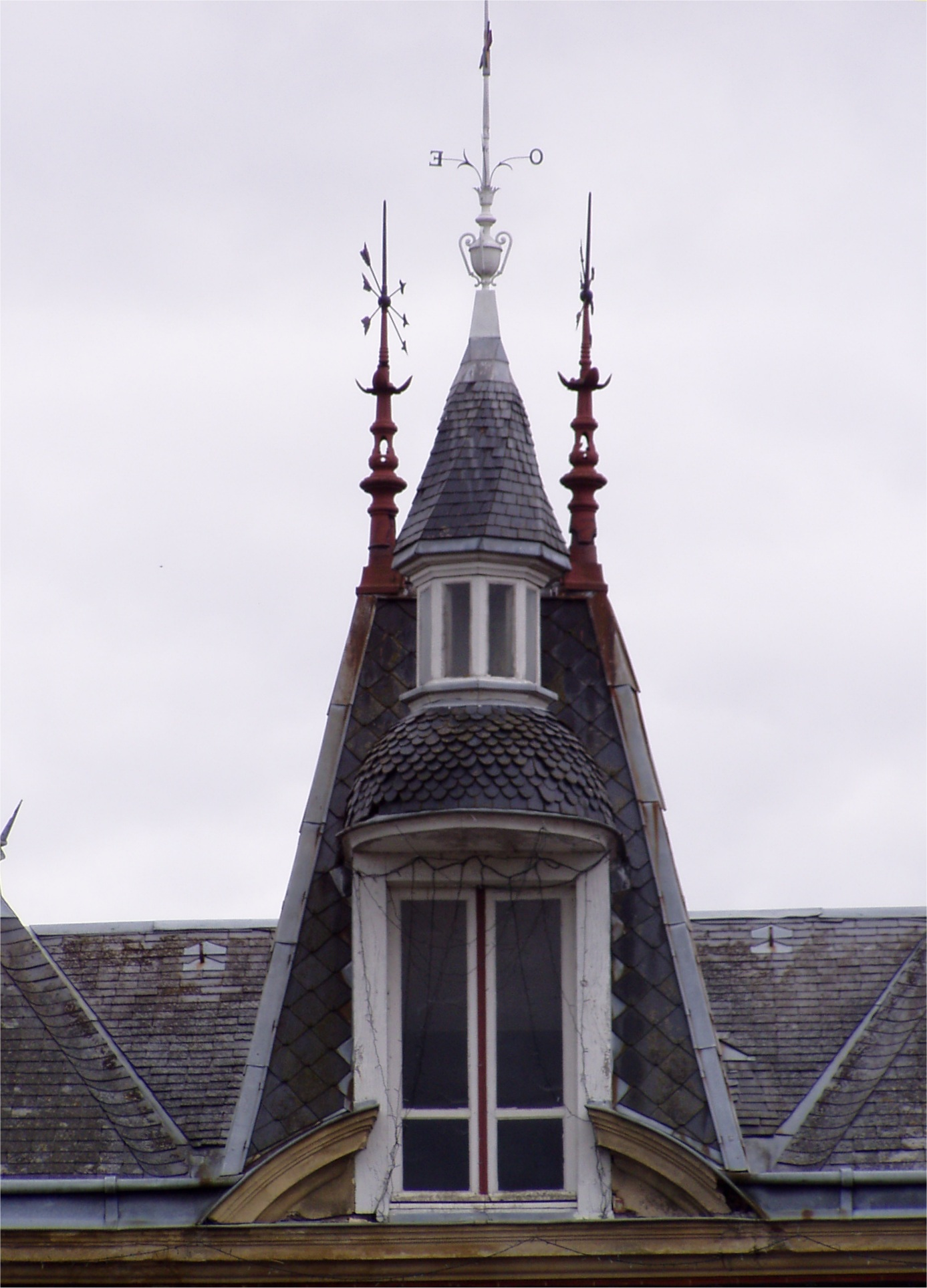
Idem in Les Grands-Chézeaux